# Autrey-lès-Gray
Autrey-lès-Gray è un comune francese di 457 abitanti situato nel dipartimento dell'Alta Saona nella regione della Borgogna-Franca Contea.

## Società

### Evoluzione demografica
Abitanti censiti